# Choranthus
Choranthus là một chi bướm ngày thuộc họ Bướm nâu.